# Fulton, Kalifornien
Fulton är en ort i Sonoma County i delstaten Kalifornien, USA.